# Soul Surfer
Sega Soul Surfer è un simulatore di surf da sala giochi sviluppato da una divisione di SEGA chiamata Sega Rosso. Per molti è ritenuto sia a livello grafico che simulativo il miglior videogame di surf mai uscito. Gira su scheda Naomi 2, una scheda SH-4 128-bit RISC CPU a 200 MHz.

## Modalità di gioco
Nel videogioco non sono selezionabili surfisti famosi, ma quattro surfisti di fantasia: Hawk, Fox, Daisy e Viper.
Il gioco vanta di notevoli sponsorizzazioni famose nel mondo del surf, che hanno reso perfettamente ogni dettaglio (tavole, mute, costumi ecc.) tra cui: O'Neill, Billabong, Lost e Hurley International.
Gli spot riprendono perfettamente quelli reali, dando al giocatore un'esperienza mai vista prima, ricordiamo:
- California (Hungtinton Beach)
- Polinesia (Tehaupoo)
- Giappone
- Francia
- Africa (Jeffrey's Bay)
- Australia (Bell's Beach)
- Hawaii (Pipeline/Backdoor)

più un livello segreto, Jaws, alle Hawaii sull'isola di Maui.